# پل کولپین
پل کولپین (انگلیسی: Paul Culpin؛ زادهٔ ۸ فوریهٔ ۱۹۶۲) بازیکن فوتبال اهل بریتانیا است.
از باشگاه‌هایی که در آن بازی کرده‌است می‌توان به باشگاه فوتبال پیتربورو یونایتد، باشگاه فوتبال کربی ماکسلو، باشگاه فوتبال نانیتون تاون، باشگاه فوتبال کاونتری سیتی، باشگاه فوتبال نورث‌همپتون تاون، و باشگاه فوتبال هرفورد یونایتد اشاره کرد.